# Kiels voetbalkampioenschap 1918/19
In 1918/19 werd het veertiende Kiels voetbalkampioenschap gespeeld, dat georganiseerd werd door de Noord-Duitse voetbalbond. 
Holstein Kiel werd kampioen en plaatste zich voor de Noord-Duitse eindronde. Na overwinningen op Alemannia Lübeck en Union 03 Altona verloor de club in de halve finale van KV Victoria/HFC 1888. 

## Eindstand
| Plaats | Club                         | Wed. | W | G | V | Saldo | Ptn   |
| ------ | ---------------------------- | ---- | - | - | - | ----- | ----- |
| 1.     | Kieler SV Holstein 1900      | 13   |   |   |   | 44:11 | 22:4  |
| 2.     | FC Kilia Kiel                | 13   |   |   |   | 37:24 | 14:12 |
| 3.     | FK Union-Teutonia 1908 Kiel  | 13   |   |   |   | 18:30 | 12:14 |
| 4.     | TV 1885 Kiel                 | 12   |   |   |   | 29:38 | 11:13 |
| 5.     | SpV Hohenzollern-Hertha Kiel | 13   |   |   |   | 26:40 | 11:15 |
| 6.     | FC Borussia 03 Gaarden       | 11   |   |   |   | 22:29 | 10:12 |
| 7.     | Marine SC Kiel               | 7    |   |   |   | 14:14 | 9:5   |
| 8.     | SC 08 Friedrichsort          | 11   |   |   |   | 23:37 | 5:17  |

|  | Kampioen |